# Умеэльвен
У́меэльвен (У́ме-эльв, устар. Умеэльв) (швед. Ume älv) — река в центральной части Швеции.
Длина реки — 460 км, площадь бассейна 26,7 тыс. кв. км. Умеэльвен берёт начало из озера Эверуман протекает в юго-восточном направлении через Норландское плоскогорье до Ботнического залива. В верхнем течении имеются водопады, пороги и многочисленные озёра (крупнейшее — Стуруман). Имеет крупный левый приток — реку Винделэльвен длиной 445 км. Перемерзает с ноября по май.
На Умеэльв находится каскад из нескольких ГЭС. На реке расположены города — Люкселе, Веннес, а рядом с устьем находится морской порт Умео.